# Cantons del Nord
Els Cantons del Nord (Alts de França) són 79 i s'agrupen en 6 districtes:
- Districte d'Avesnes-sur-Helpe (12 cantons - sotsprefectura: Avesnes-sur-Helpe) :
cantó d'Avesnes-sur-Helpe-Nord - cantó d'Avesnes-sur-Helpe-Sud - cantó de Bavay - cantó de Berlaimont - cantó d'Hautmont - cantó de Landrecies - cantó de Maubeuge-Nord - cantó de Maubeuge-Sud - cantó de Le Quesnoy-Est - cantó de Le Quesnoy-Oest - cantó de Solre-le-Château - cantó de Trélon

- Districte de Cambrai (7 cantons - sotsprefectura: Cambrai) :
cantó de Cambrai-Est - cantó de Cambrai-Oest - cantó de Carnières - cantó de Le Cateau-Cambrésis - cantó de Clary - cantó de Marcoing - cantó de Solesmes

- Districte de Douai (7 cantons - sotsprefectura: Douai) :
cantó d'Arleux - cantó de Douai-Nord - cantó de Douai-Nord-Est - cantó de Douai-Sud - cantó de Douai-Sud-Oest - cantó de Marchiennes - cantó d'Orchies

- Districte de Dunkerque (16 cantons - sotsprefectura: Dunkerque) :
cantó de Bailleul-Nord-Est - cantó de Bailleul-Sud-Oest - cantó de Bergues - cantó de Bourbourg - cantó de Cassel - cantó de Coudekerque-Branche - cantó de Dunkerque-Est - cantó de Dunkerque-Oest - cantó de Grande-Synthe - cantó de Gravelines - cantó d'Hazebrouck-Nord - cantó d'Hazebrouck-Sud - Cantó de Hondschoote - cantó de Merville - cantó de Steenvoorde - cantó de Wormhout

- Districte de Lilla (28 cantons - prefectura: Lilla) :
cantó d'Armentières - cantó de La Bassée - cantó de Cysoing - cantó d'Haubourdin - cantó de Lannoy - cantó de Lilla-Centre - cantó de Lilla-Est - cantó de Lilla-Nord - cantó de Lilla-Nord-Est - cantó de Lilla-Oest - cantó de Lilla-Sud - cantó de Lilla-Sud-Est - cantó de Lilla-Sud-Oest - cantó de Lomme (part del municipi de Lilla) - cantó de Marcq-en-Barœul - cantó de Pont-à-Marcq - cantó de Quesnoy-sur-Deûle - cantó de Roubaix-Centre - cantó de Roubaix-Est - cantó de Roubaix-Nord - cantó de Roubaix-Oest - cantó de Seclin-Nord - cantó de Seclin-Sud - cantó de Tourcoing-Nord - cantó de Tourcoing-Nord-Est - cantó de Tourcoing-Sud - cantó de Villeneuve-d'Ascq-Nord - cantó de Villeneuve-d'Ascq-Sud

- Districte de Valenciennes (9 cantons - sotsprefectura: Valenciennes) :
cantó d'Anzin - cantó de Bouchain - cantó de Condé-sur-l'Escaut - cantó de Denain - canton de Saint-Amand-les-Eaux-Rive droite - canton de Saint-Amand-les-Eaux-Rive gauche - cantó de Valenciennes-Est - cantó de Valenciennes-Nord - cantó de Valenciennes-Sud